# Futbolista del año en Azerbaiyán

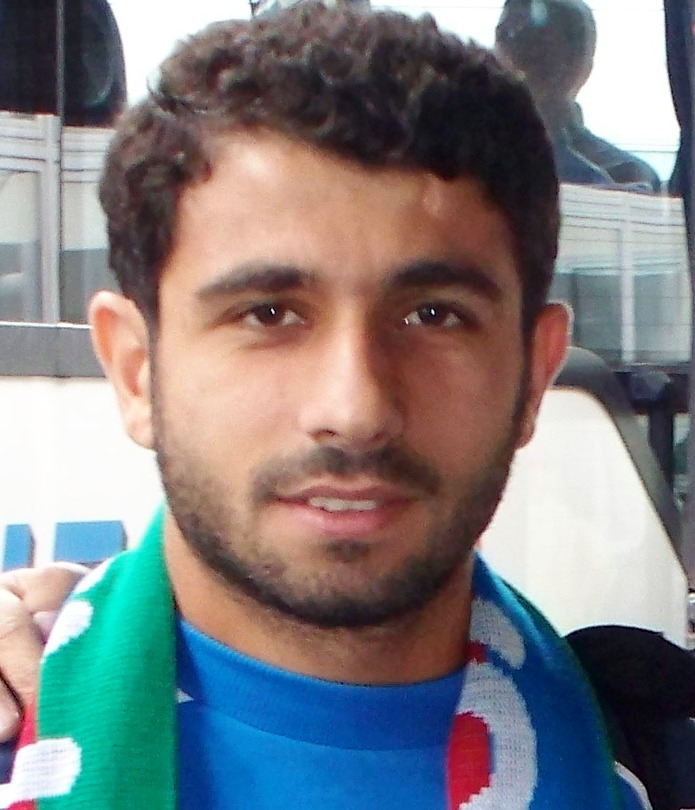
Rəşad Sadıqov tiene el récord con cuatro títulos de Futbolista Azerbaiyano del Año.

El premio al Futbolista Azerbaiyano del Año es un galardón para el mejor jugador del año en la Liga Premier de Azerbaiyán.
El galardón fue instituido en 1991, tras la independencia del país y que es otorgado por la Asociación de Federaciones de Fútbol de Azerbaiyán desde 1992. El premio se decide mediante la votación de un jurado, formado por periodistas deportivos y expertos de la asociación. 

## Palmarés
| Año  | Ganador         |
| ---- | --------------- |
| 1991 | Samir Ələkbərov |
| 1992 | Samir Ələkbərov |
| 1993 | Samir Ələkbərov |
| 1994 | Yunis Hüseynov  |
| 1995 | No adjudicado   |
| 1996 | Vidadi Rzayev   |
| 1997 | Faig Jabbarov   |
| 1998 | Yunis Hüseynov  |
| 1999 | Tərlan Əhmədov  |
| 2000 | Emin Ağayev     |
| 2001 | Zaur Tağızadə   |
| 2002 | Samir Əliyev    |
| 2003 | Qurban Qurbanov |
| 2004 | Rəşad Sadıqov   |
| 2005 | Rəşad Sadıqov   |
| 2006 | Ceyhun Sultanov |
| 2007 | Mahmud Qurbanov |
| 2008 | Kamran Ağayev   |
| 2009 | Vaqif Cavadov   |
| 2010 | Rəşad Sadıqov   |
| 2011 | Rauf Əliyev     |
| 2012 | Ruslan Abışov   |
| 2013 | Rəşad Sadıqov   |
| 2014 | Qara Qarayev    |

### Victorias por futbolista
| Jugador         | Ganadores | Años                   |
| --------------- | --------- | ---------------------- |
| Rəşad Sadıqov   | 4         | 2004, 2005, 2010, 2013 |
| Samir Ələkbərov | 3         | 1991, 1992, 1993       |
| Yunis Hüseynov  | 2         | 1994, 1998             |
| Vidadi Rzayev   | 1         | 1996                   |
| Faiq Cabbarov   | 1         | 1997                   |
| Tərlan Əhmədov  | 1         | 1999                   |
| Emin Ağayev     | 1         | 2000                   |
| Zaur Tağızadə   | 1         | 2001                   |
| Samir Əliyev    | 1         | 2002                   |
| Qurban Qurbanov | 1         | 2003                   |
| Ceyhun Sultanov | 1         | 2006                   |
| Mahmud Qurbanov | 1         | 2007                   |
| Kamran Ağayev   | 1         | 2008                   |
| Vaqif Cavadov   | 1         | 2009                   |
| Rauf Əliyev     | 1         | 2011                   |
| Ruslan Abışov   | 1         | 2012                   |
| Qara Qarayev    | 1         | 2014                   |